# Холт, Максвелл
Максвелл Холт (англ. Maxwell Holt; 12 марта 1987 года, Цинциннати, США) — американский волейболист, член Мужской сборной США по волейболу и китайского клуба «Бэйцзин Байк Моторс»; победитель Чемпионата NORCECA по волейболу среди мужчин 2013 года, золотой призёр Мировой волейбольной лиги 2014 года и Кубка мира по волейболу среди мужчин 2015 года, бронзовый призёр Олимпийских игр 2016 в Рио.
Специальность — центральный блокирующий; высота съёма мяча в атаке 353 см. В клубе выступает под номером 12, в сборной —17. Окончил Университет штата Пенсильвания.

## Карьера
Профессиональную карьеру Холт начал в 2005 году в одном из любительских клубов Соединённых Штатов. Макс присоединился к сборной США в 2009 году и дебютировал на Панамериканском кубке по волейболу среди мужчин. В сентябре 2013 года Холт в составе сборной США достиг титула Чемпиона NORCECA. 20 июля 2014 года он получил очередной трофей — золотую медаль Мировой волейбольной лиги 2014 года.

## Награды и медали

### Кубок Европейской конфедерации волейбола
- 2014/15 в составе клуба «Динамо»

### Кубок вызова ЕКВ
- 2012/13 в составе «Копры»

### Сборная
- 2011  Чемпионат NORCECA
- 2013  Чемпионат NORCECA
- 2014  Мировая волейбольная лига
- 2015  Мировая волейбольная лига
- 2015  Кубок мира по волейболу среди мужчин

### Индивидуальные награды
- 2013 VI розыгрыш Всемирного Кубка чемпионов — лучший центральный блокирующий;
- 2015 Мировая лига — лучший центральный блокирующий.